# شامب هينسون
شامب هينسون (بالإنجليزية: Champ Henson)‏ هو لاعب كرة قدم أمريكية أمريكي، ولد في 1 يونيو 1953.

## روابط خارجية
- شامب هينسون على موقع مرجع كرة القدم المحترفة.كوم (الإنجليزية)
- شامب هينسون على موقع كلية كرة القدم في سبورتس رفرنس.كوم (الإنجليزية)